# Nagadeba
Nagadeba là một chi bướm đêm thuộc họ Erebidae.